# Fernand Fauconnier
Fernand Fauconnier (14. april 1890 – 28. april 1940) var en fransk gymnast som deltog under OL 1920 i Antwerpen. 
Fauconnier vandt en bronzemedalje i gymnastik under OL 1920 i Antwerpen. Han var med på det franske hold som kom på en tredjeplads i holdkonkurrencen i multikamp.